# بسیمر (ویرجینیای غربی)
بسیمر (به انگلیسی: Bessemer) یک منطقهٔ مسکونی در ایالات متحده آمریکا است که در شهرستان برکلی، ویرجینیای غربی واقع شده‌است.